# 穆尼斯费雷拉
穆尼斯费雷拉是巴西巴伊亚州的一个市镇。总面积113.706平方公里，总人口6985人，人口密度61.4人/平方公里。